# Loïc Lantoine
Pour les articles homonymes, voir Lantoine.
Loïc Lantoine est un chanteur français originaire d'Armentières (Nord), né à Lille. Il commence par fréquenter les bistrots parisiens avec des amis musiciens tels que La Rue Ketanou, Dikès ou le poète rockeur Stéphane Cadé. Puis, il commence à faire les premières parties de groupes comme les Ogres de Barback ou François Hadji-Lazaro. Mais il est d'abord parolier pour des artistes tels que Jehan (Les ailes de Jehan, paroles coécrites avec Allain Leprest) et Allain Leprest dont il a fréquenté l'atelier d'écriture, avant de commencer à chanter sur ses propres compositions, particulièrement pour le spectacle Ne nous quittons plus en 2000, avec les mêmes Jehan et Leprest.
Même si Loïc Lantoine a chanté de façon régulière avec d'autres groupes : La Rue Ketanou, Mon côté punk dont il est un des fondateurs, son duo avec François Pierron, puis quartet avec Eric Philippon et Joseph Doherty, et enfin quintet avec Thomas Fiancette, reste son groupe de référence : Les Loïc Lantoine.

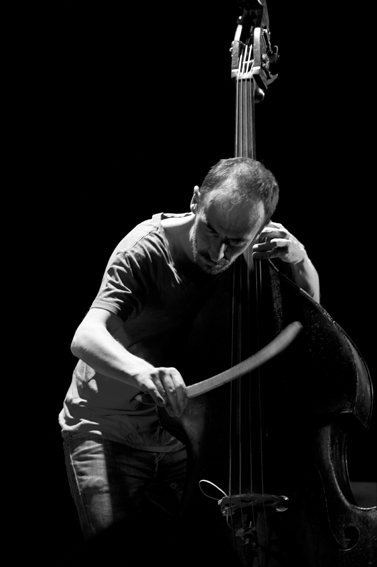
François Pierron
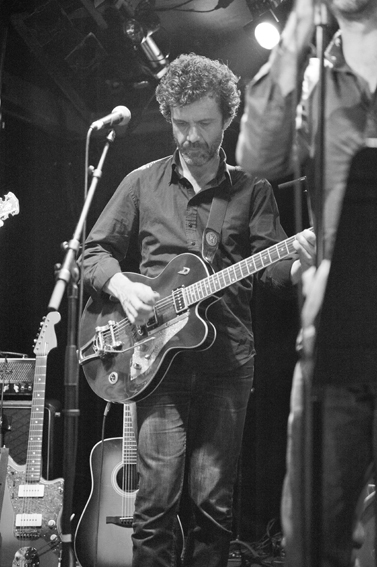
Eric Philippon dit "Fil"
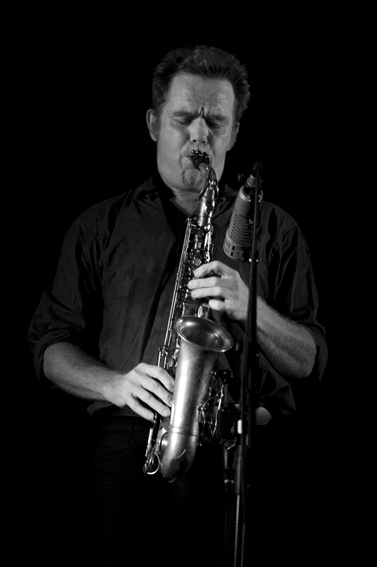
Joseph Doherty
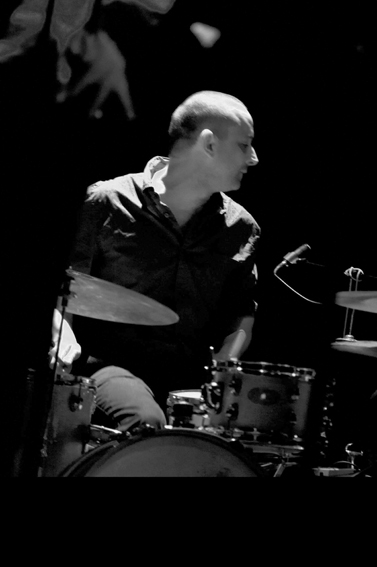
Thomas Fiancette

## Loïc Lantoine, François Pierron et les autres

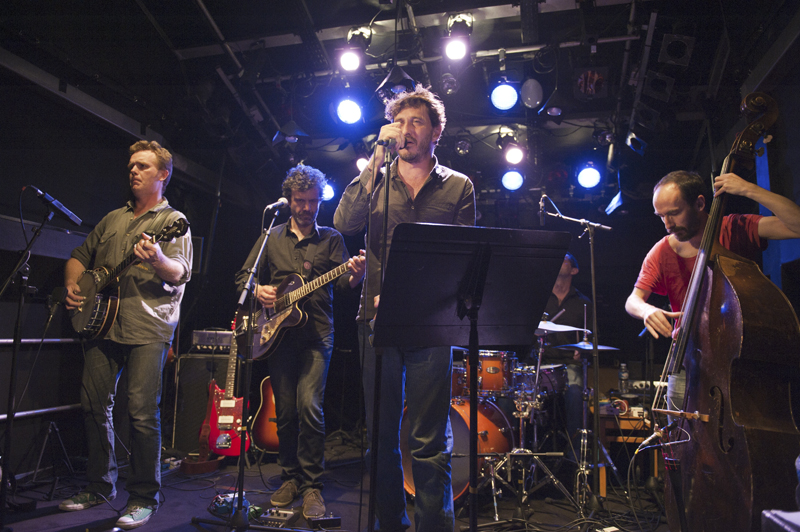
Concert du 15 mars 2012 à la Péniche Excelsior d'Allonnes.

Au cours d'un festival, Loïc Lantoine assiste à un spectacle de Gérard Pierron, et rencontre François Pierron, son fils, qui l'accompagne à la contrebasse, sur quelques morceaux. Ils décident de s'associer en 2003 : Loïc Lantoine pose son timbre rocailleux et le contrebassiste dialogue avec son instrument.
De petites salles en festivals, ils finissent par sortir un premier album Badaboum, en 2004, sur le label Mon Slip des Têtes raides. Cet album connaît un écho national.
Après trois années de scènes, sort un deuxième album Tout est calme (2006) avec à la réalisation Christian Olivier (auteur-compositeur des Têtes raides) et au mixage Jean Lamoot (Noir Désir, Salif Keïta, Juliette Gréco…). Le duo s'est entouré de Denis Charolles (La Campagnie des Musiques à Ouïr) aux percussions, les formations Samarabalouf et Nosfell, Pierrick Hardy à la guitare, Cedric Chatelain aux cuivres, bombarde et hautbois, Fantine Leprest au chant. Avec cet album, ils remportent le prix Adami-Bruno Coquatrix 2008, prix qui contribue à rendre possible l'émergence de nouveaux talents.

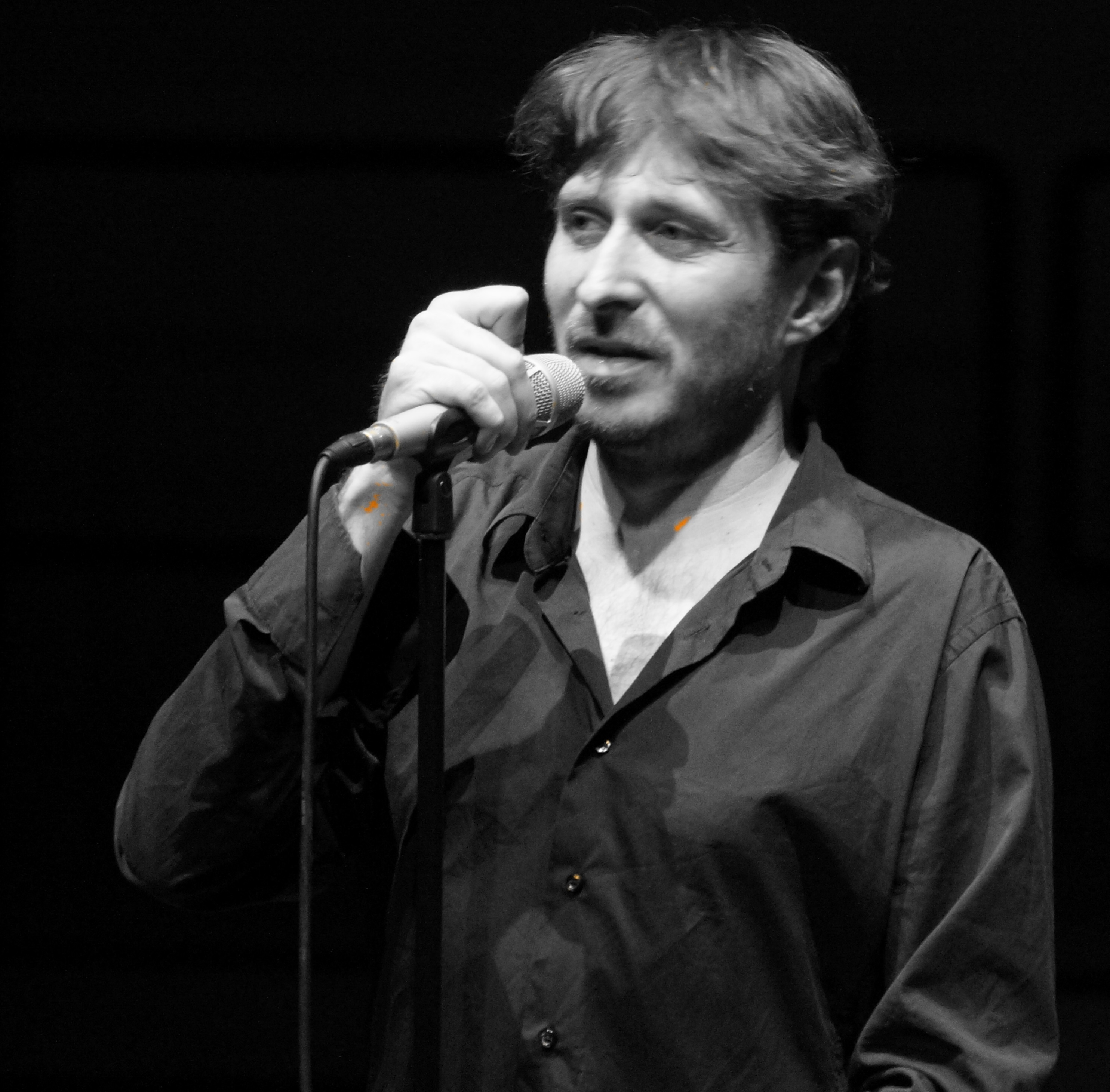
Concert à Reims en 2015.

En 2008, le groupe sort un album live À l'attaque. On y retrouve des chansons des deux premiers albums, mais les musiques ont évolué, sont plus complexes. Il y a d'abord des musiciens invités, pour un ou deux concerts, qui viennent ajouter leur sonorité personnelle aux textes. Ensuite, au duo voix et contrebasse s'est ajouté Eric Philippon, guitariste, membre fondateur du groupe La Tordue (1989 - 2003) où il officie en tant que musicien et compositeur. Également, se rajoute, Joseph Doherty, compositeur, arrangeur, chanteur irlandais, pratiquant divers instruments (violon, alto, flûte, clarinette, clarinette basse, saxophone (soprano, alto, ténor, baryton), banjo, guitares, mandoline, piano), ayant accompagné, du folk au free jazz en passant par le rock et la pop, des musiciens comme Alain Bashung, Edgar de l'Est, Akosh's Unit, Bertrand Belin, Carlos Bica et Diz,Stephan Eicher, Romain Humeau, Idir, Jasmine Bande, Florent Marchet, Mouss et Hakim, Véronique Sanson, Sons of the Desert (en), Tarace Boulba, That Petrol Emotion, La Tordue, Zebda… Le quartet a déjà pris pour nom « Les Loïc Lantoine ». Plus tard, se rajoutera Thomas Fiancette (batterie, percussions).
En 2013, les Loïc Lantoine sortent leur quatrième album J'ai changé. L'instrumentation est plus riche grâce à la présence des 4 musiciens.
Pour préparer un album, le groupe fonctionne à l'inverse de la plupart des musiciens actuels. Les chansons sont toujours jouées sur scène, elles y évoluent, sont testées avec le public, avant d'être enregistrées sur un album. C'est ainsi que travaillait Jacques Brel par exemple, afin de tester les réactions du public, et mieux maîtriser les chansons lors du passage en studio. Pour les Loïc Lantoine, l'album ne sert pas à promouvoir une tournée, mais il la conclut. De plus, la scène et le contact avec le public est un élément essentiel pour le groupe. Pour Loïc Lantoine, les enregistrements studio sont des « grands moments de solitude », un passage obligé pour la promotion.
En 2017, Loïc Lantoine collabore avec The Very Big Experimental Toubifri Orchestra avec lesquels il donne une série de concerts et enregistre un album live Nous.

## Paroles

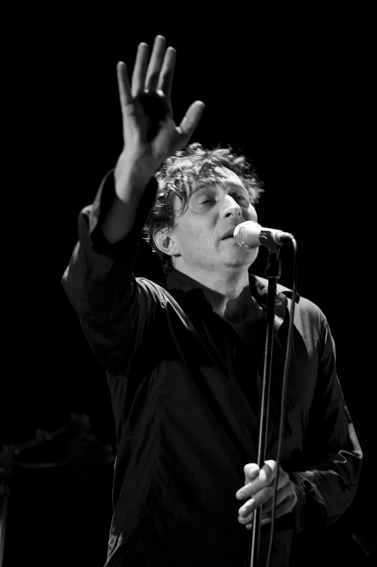
Concert au Hangar 23 à Rouen le 29 mai 2012.

Le répertoire des Loïc Lantoine comporte majoritairement des textes personnels, ceux de Loïc Lantoine lui-même. Admirateur de poètes comme Jules Supervielle, Henri Michaux, ou Norge, il ne cherche cependant pas à avoir des références ou des conventions dans le travail d'écriture. La seule contrainte est à « l'origine de l'inspiration », « ne pas perdre l'émotion ». Parfois, une contrainte d'écriture (forme, rime) va intervenir, mais seulement pour « voir les choses autrement et faire entrer son inspiration dans des cadres ». En même temps, son attrait pour le « parlé » des gens, le patois et les expressions tordues renouvellent les structures classiques qu'il utilise. Il écrit ses textes pour « qu’ils soient entendus », et « pas lus ». « La lecture s'inscrit dans une durée, le fait d'être entendu, non. Être lu signifie être décortiqué ». « Une chanson est du langage oral » et il n'a « pas envie de se retrouver dans un bouquin ». Par contre, Pour rendre hommage à ses auteurs et paroliers fétiches, Loïc Lantoine chante des textes d'Allain Leprest, Bernard Dimey (notamment avec Mon côté punk dont Loïc Lantoine est un des fondateurs), Gaston Couté, Norge (pour ce dernier, uniquement sur scène pour le moment)…
Loïc Lantoine ne se considère pas comme un « chanteur engagé », même s'il admet que certains idéaux peuvent « transpirer » dans ses chansons (Tout est calme, Quand les cigares…) Ses textes reflètent son vécu passé et présent, ses envies, et ce qui l'environne. Poète, diseur, conteur, slameur, chanteur, rockeur, improvisateur, dans le style de Ferré, de Brel ou de Tom Waits, de la « chanson pas chantée » (intro de Badaboum) (reportage Télérama - 2004), du « Strick » (rencontre, mise en danger, bonne humeur et envie) (interview réalisé à la Trappes en février 2007), difficile à cataloguer, il cherche avant tout à divertir.

## Musique
Pour les Loïc Lantoine, un texte n'est pas attaché à une musique, mélodie et instrumentation peuvent changer au cours des rencontres avec d'autres musiciens, et aussi de leurs propres envies. Loïc Lantoine se garde toujours la possibilité de « faire habiter les textes avec des musiques différentes », « puisque texte et musique sont la plupart du temps dissociés ». Sur scène, certains textes sont perpétuellement habités de musiques différentes par le biais de musique improvisée, donc différente chaque soir (Manneken Pis par exemple). Avec Les Étrangers familiers, le collectif d'hommage à  Georges Brassens auquel le convie le batteur de jazz Denis Charolles, Loïc Lantoine se plait, aux côtés du chanteur Éric Lareine à revisiter des textes peu connus du répertoire au travers du filtre des musiques improvisées. Cette expérience avec la compagnie des musiques à ouïr se renouvelle à partir de 2012 sur les textes de Brigitte Fontaine, partageant le chant avec Oriane Lacaille et Cédrik Boulard sur la création O Brigitte. 
En général le texte ne change pas.
Sauf quand une de ses propres chanson vient d'être écrite, il arrive que le texte évolue sur scène avant de trouver sa forme définitive. Sur les textes d'autrui, exceptionnellement, un texte de Georges Brassens, par exemple, se retrouve traduit en ch'ti (J'ai rendez-vous avec vous devient Mi' c'hé vous aut' que j'attinds). Mais cela reste exceptionnel.

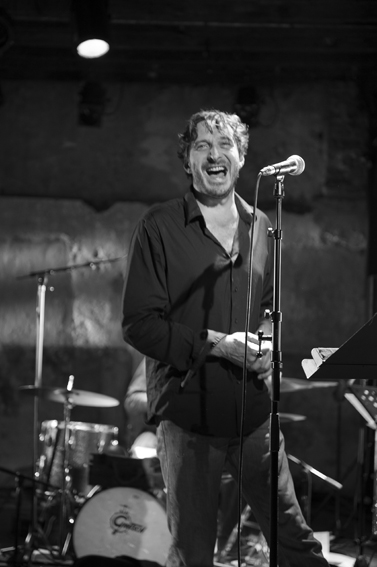
Concert hommage à Brigitte Fontaine du 14 juin 2012 au Lavoir Moderne Parisien avec la compagnie des musiques à ouïr

À leurs débuts, le duo Loïc Lantoine et François Pierron travaille à partir des textes de Loïc Lantoine. Le contrebassiste compose à partir des textes de Loïc Lantoine, et, comme le poète, cherche avant tout à conserver une émotion, en recherchant un geste, reniant toute virtuosité. Avec l'arrivée de Joseph Doherty et Eric Philippon, c'est parfois la musique qui amène le texte. Mais il n'y a pas de règle. Et les musiques évoluent d'autant plus aisément que les chansons sont d'abord proposées sur scène avant de finir sur un album.
Un album naît quand le groupe considère que les chansons ont assez vécu, qu'ils veulent passer à autre chose.
Au début de leur association (album Badaboum), c’est François Pierron qui fait majoritairement les arrangements sur les textes de Loïc Lantoine, mais au fil des albums (tout est calme, le live à l'attaque) et des tournées, les auteurs et compositeurs se multiplient. Sur scène, pour se renouveler, le quintet a improvisé régulièrement avec des musiciens invités. C'est ce que les Loïc Lantoine ont appelé des « tournées cascades ».
Le live à l'attaque en est un aperçu, quelques rencontres musicales, pour faire vivre les textes différemment. C'est François Petit (Samarabalouf) qui a composé la musique de "Pierrot" (album "Tout est calme").

## Discographie

### Avec François Pierron puis avec Les Loïc Lantoine
Critique Télérama de Tout est calme
Label : Mon Slip/ Warner - Tourneur : Astérios

### AvecMon côté punk
- 2007 : Anawak (chant sur C'est peut-être et L'attaque)[17]
- 2011 : Passeport (chant sur Jean la Tourelle)

Production : Asso Mon Côté Punk (autoproduction) Distribution : L'autre distribution

### Collectif
Les musiques à ouïr
Loïc Lantoine prête sa voix à l'un des trois ronchonchons (Bernard Vénère)

### Participations

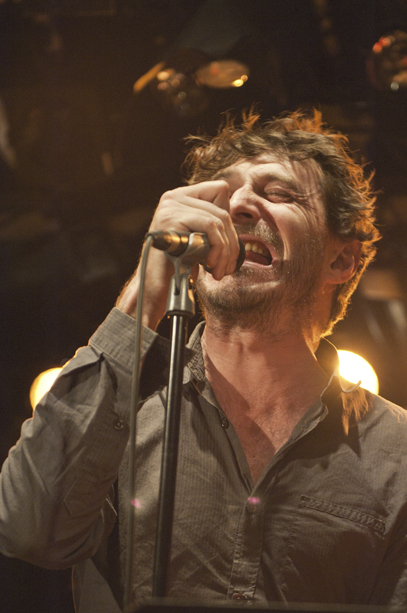
Loïc Lantoine

- 2002 : Y'a des cigales dans la fourmilière de La Rue Ketanou (chant sur Danse)
- 2004 : Terrain vague des Ogres de Barback (chant sur 3-0)
- 2005 : 10 ans d'Ogres et de Barback des Ogres de Barback (DVD) (chant sur Femme de guerrier)
- 2006 : Avril et vous des Ogres de Barback (chant sur La belle flambée)
- 2006 : Coup de Grisou Remix de RedBong (chant et contrebasse sur Sortir de Striptease)
- 2006 : Le cul de ma sœur, de Jehan (chant sur Adieu pour un artiste)
- 2007 : Versatile de Jean Corti (chant sur Ma p'tite chanson)
- 2007 : Konkman de Les Chevals (chant sur Too big)
- 2008 : Tous ces mots terribles - compilation hommage à François Béranger (chant sur Y'a 10 ans)
- 2008 : Griot de Thomas Pitiot (chant sur Ils vendent tout)[20]
- 2008 : Convoi exceptionnel de Al, Laurent Delort de son vrai nom  (chant sur Jour de lessive, poème de Gaston Couté sur une musique de Laurent Delort[N 1])
- 2009 : Tous pareils de Jef Kino, (chant sur Tout c'qu'on boit)
- 2009 : Fiorina de Jean Corti (chant sur Il boit le fond)
- 2009 : Chez Leprest - compilation hommage à Allain Leprest (chant sur Mec)[21]
- 2013 : A la lueur de nos ombres de Mémo[Qui ?] (chant sur Est-ce qu'il boit parce qu'il boite),
- 2013 : Boby Lapointe pour les enfants - compilation - Livre disque (chant sur L'Hélicon et sur Le saucisson de cheval)
- 2014 : Nos émois de la Meute Rieuse - (chant sur Une petite fille - reprise de Claude Nougaro)
- 2017 : Ma nouvelle adresse sur l'album Au café du canal (hommage à Pierre Perret)[22]

## Collaborations sur les albums

### Paroles
- 1999 : Loïc Lantoine écrit la moitié des textes sur l'album Les Ailes de Jehan de Jehan. Allain Leprest écrit l'autre moitié[4]. Loïc Lantoine mettra en voix la plupart de ses textes : La belle flambée sur l'album Avril et Vous des Ogres de Barback, Capitaine de M.S. (Marie-Salope), l'amour amer (mauvais ouvrier), deux mains sur l'album Badaboum, et Côté Punk sur l'album Badaboum et sur l'album Mon côté punk de Mon côté punk.
- 2003 : Sur l'album Badaboum les paroles de Je renais sont écrites par Loïc Lantoine et Jehan
- 2005 : Sur l'album Mon côté punk avec Mon côté punk, des emprunts à Bernard Dimey : L'aventure, la voilà, La crucifixion.
- 2006 : Sur l'album Tout est calme des textes sont empruntés à Christian Olivier (Bientôt), Gaston Couté (Jour de lessive), Roland Bacri (Quand les cigares).
- 2008 : Loïc Lantoine écrit pour l'album  de Jehan A la croque au sel (Ô étoiles)

### Musiques
- 2003 : Sur l'album Badaboum  François Pierron écrit presque toutes les musiques sur les textes de Loïc Lantoine. Exceptions :  Jean Corti (accordéoniste de Jacques Brel) est le compositeur sur le Manneken Pis, la Rue Ketanou collabore à la musique de Côté Punk, Nicole Guinamard collabore à la musique de deux mains
- 2006 : Sur l'album Tout est calme , François Pierron est toujours le compositeur majeur. Il collabore avec Denis Charolles sur Bientôt et ta tête au carré. Les autres compositeurs sont François Petit[Qui ?] (Pierrot), Gil Barouk (jour de lessive), Pierre Brunet (quand les cigares), Pierrick Hardy (chacun sa tronçonneuse).
- 2008 : Sur le Live A l'attaque, les musiciens participants sont François Pierron, Joseph Doherty, Eric Philippon dit Fil, Christine Ott, Cédric Chatelain, Pierrick Hardy, Julien Eil, Gil Barouk, André Minvielle, Denis Barthe, Titi[Qui ?], Jean Corti, Daniel Bravo, Denis Charolles, Alexandre Leitao, René Lacaille (résultat des tournées "cascades").
- 2009 : Sur le collectif des Etrangers familiers, les musiques sont de Alexandre Authelan, Julien Eil, Joseph Doherty, François Pierron, Denis Charolles.

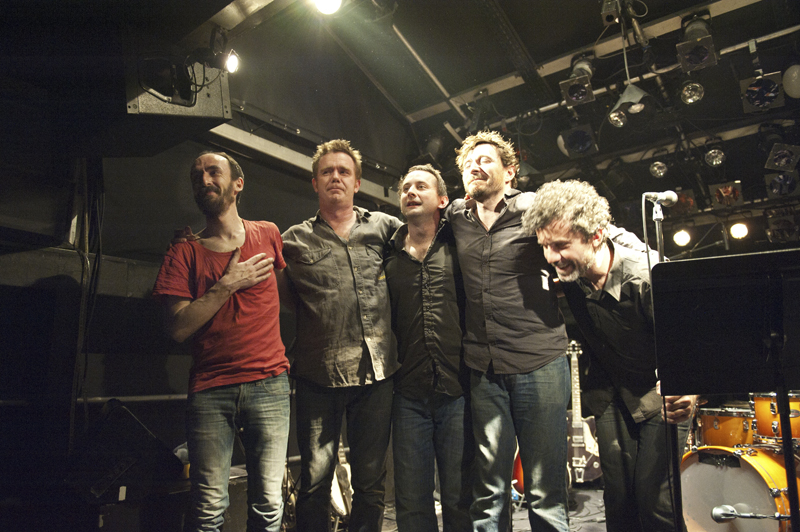
Le salut des artistes - concert du 4 février 2012 à Mortagne sur Sèvre